# Cantón Quevedo
Cantón Quevedo är en kanton i Ecuador.   Den ligger i provinsen Los Ríos, i den centrala delen av landet, 140 km sydväst om huvudstaden Quito.